# Liste der Michigan State Historic Sites im Houghton County

Lage des Houghton Countys in Michigan

Diese Liste der Michigan State Historic Sites im Houghton County nennt alle als Michigan State Historic Site eingestuften historischen Stätten im Houghton County im US-Bundesstaat Michigan. Die mit † markierten Stätten sind gleichzeitig im National Register of Historic Places eingetragen.
| Name                                                                | Bild | Lage                                                                                                | Ort                      | Eintrag seit  |
| ------------------------------------------------------------------- | ---- | --------------------------------------------------------------------------------------------------- | ------------------------ | ------------- |
| Big Traverse Bay Historic District†                                 |      | östlich von Lake Linden an der Mündung des Traverse River                                           | Umgebung von Lake Linden | 21. Feb. 1975 |
| Joseph Bosch Building†                                              |      | 302 Calumet Avenue                                                                                  | Lake Linden              | 13. Jan. 1982 |
| Joseph Bosch House                                                  |      | 334 Hecla Street                                                                                    | Lake Linden              | 7. Feb. 1977  |
| Calumet and Hecla Industrial District†                              |      | grob umgrenzt von der Gleisen der Hecla and Torch Lake Railroad, Calumet Ave, Mine und Depot Street | Calumet                  | 15. Nov. 1973 |
| Calumet and Hecla Mining Company Office                             |      | Highway M-26                                                                                        | Lake Linden              | 17. Sep. 1974 |
| Calumet and Hecla/Quincy Reclaiming Sand Dredge                     |      | M-26, am Torch Lake                                                                                 | Umgebung von Mason       | 26. Juli 1978 |
| Calumet Theatre†                                                    |      | 340 Sixth Street                                                                                    | Calumet                  | 23. Apr. 1971 |
| Calumet-Hecla Mill Site                                             |      | M-26                                                                                                | Lake Linden              | 14. Apr. 1972 |
| Carnegie Museum of Houghton (frühere öffentliche Bibliothek)        |      | 105 Huron                                                                                           | Houghton                 | 18. Juni 1976 |
| College Avenue Historic District                                    |      | College Avenue                                                                                      | Houghton                 | 6. Aug. 1976  |
| Copper Country Informational Designation                            |      | Park abseits der US-41, zwischen Hancock und Calumet                                                | Calumet                  | 19. Juli 1956 |
| John A. Doelle School                                               |      | Tapiola Route                                                                                       | Chassell                 | 15. Juni 1979 |
| Finnish Evangelical Church                                          |      | 501 Reservation Street                                                                              | Hancock                  | 3. Aug. 1979  |
| First Use of Concrete Paving Informational Designation              |      | Seventh und Portland Street                                                                         | Calumet                  | 30. Apr. 1956 |
| Rufus R. Goodell House                                              |      | 202 Pewabic Street                                                                                  | Houghton                 | 24. Sep. 1992 |
| Hancock Town Hall and Fire Hall†                                    |      | 399 Quincy Street                                                                                   | Hancock                  | 15. Apr. 1977 |
| Hoar Family Mausoleum                                               |      | Forest Hill Cemetery in der Nähe des Campus der Michigan Technical University                       | Portage Township         | 15. Juni 1995 |
| Houghton County Courthouse†                                         |      | 401 East Houghton Street                                                                            | Houghton                 | 26. Juli 1974 |
| Houghton Fire Hall                                                  |      | 404 East Montezuma Street                                                                           | Houghton                 | 6. Aug. 1976  |
| Italian Hall Disaster Informational Site                            |      | Kreuzung von Seventh und Elm Street                                                                 | Calumet                  | 6. Juni 1977  |
| Jacobsville Finnish Lutheran Church†                                |      | West of Jacobsville                                                                                 | Umgebung von Jacobsville | 6. Juni 1977  |
| Keweenaw Waterway/Portage Canal                                     |      | durchschneidet die Keweenaw Peninsula vom Oberen See zur Keweenaw Bay                               | Houghton                 | 19. Jan. 1957 |
| Lake Linden Village Hall and Fire Station†                          |      | 401 Calumet Street                                                                                  | Lake Linden              | 15. Dez. 1994 |
| Edward Lieblein House†                                              |      | 525 Quincy Street                                                                                   | Hancock                  | 15. Juni 1979 |
| John J. Michels House†                                              |      | 1121 East Houghton Avenue                                                                           | Houghton                 | 18. Mai 1989  |
| Michigan College of Mining and Technology Informational Designation |      | US-41                                                                                               | Houghton                 | 25. Sep. 1956 |
| Our Saviour’s Lutheran Church                                       |      | Adventure Street                                                                                    | Atlantic Mine            | 21. Juni 1990 |
| Quincy Hill House                                                   |      | US-41                                                                                               | Hancock                  | 14. Dez. 1976 |
| Quincy Mine No. 2 Shaft Hoist House†                                |      | abseits der US-41                                                                                   | Umgebung von Hancock     | 12. Dez. 1969 |
| Red Jacket Downtown Historic District†                              |      | Fifth und Sixth Street zwischen Scott und Pine Street                                               | Calumet                  | 15. Nov. 1973 |
| Red Jacket Fire Station†                                            |      | 325 Sixth Street                                                                                    | Calumet                  | 23. Apr. 1971 |
| Red Jacket Historic District Amendment: Union Building              |      | Fifth Street and Red Jacket                                                                         | Calumet                  | 7. Nov. 1977  |
| Peter E. Ruppe House                                                |      | 803 Pine Street                                                                                     | Calumet                  | 23. Juli 1987 |
| Saint Ignatius Loyola Church†                                       |      | 703 East Houghton Avenue                                                                            | Houghton                 | 8. Dez. 1977  |
| Saint Paul the Apostle Church                                       |      | 301 Eighth Avenue                                                                                   | Calumet                  | 23. Juni 1983 |
| Scott Hotel                                                         |      | 101 East Quincy                                                                                     | Hancock                  | 17. Jan. 1986 |
| Suomi College Building†                                             |      | 601 Quincy Street, Kampus des Suomi College                                                         | Hancock                  | 12. Feb. 1959 |
| Suomi Synod Informational Designation                               |      | Depot & Laurium Streets                                                                             | Calumet                  | 16. Jan. 1990 |
| Trinity Episcopal Church                                            |      | 200 Pewabic Street                                                                                  | Houghton                 | 17. Juli 1986 |

## Belege
1. ↑  National Register Information System. In: National Register of Historic Places. National Park Service, abgerufen am 13. März 2009 (englisch).